# Aelius Spartianus
Aelius Spartianus is de overgeleverde naam van een van de zes veronderstelde autoren van de Historia Augusta. De Latijns historicus zou hebben geleefd in de tijd van Diocletianus. Hij is ons alleen bekend als de auteur van enkele van de keizersbiografieën, de levens van Hadrianus, Septimius Severus, Caracalla en Geta), die later in de Historia Augusta verzameld werden.
De auteurs van de Historia Augusta zijn niet met zekerheid bekend. Tot in de 19e eeuw meende men dat een auteur met de naam Aelius Spartianus werkelijk de hand in de biografieën van de eerste twee keizers zou hebben gehad. In 1889 heeft Hermann Dessau in zijn baanbrekende artikel Über Zeit und Persönlichkeit der Scriptores Historiae Augustae aangetoond dat de zes auteurs, en dus ook Aelius Spartianus, pseudoniemen zijn van vermoedelijk één auteur die aan het eind van de vierde eeuw onder de regering van Theodosius I schreef. De aanvaarding van zijn these drong slechts langzaam door maar er zijn nu nog weinig geleerden overgebleven die geloven dat de Historia Augusta inderdaad door zes auteurs in de gepretendeerde tijd is geschreven.
- Biblioteca Nacional de España: XX1008691
- Bibliothèque nationale de France: cb104864618 (data)
- Catàleg d'autoritats de noms i títols de Catalunya: 981058512083306706
- CiNii: DA13635402
- Gemeinsame Normdatei: 119353016
- International Standard Name Identifier: 0000 0000 8093 3580
- Bibliotheek van het Japanse parlement: 00940257
- Nationale Bibliotheek van Tsjechië: jn20011024238
- Nationale en Universitaire bibliotheek Zagreb: 000095081
- Nederlandse Thesaurus van Auteursnamen: 070667063
- Réseau des bibliothèques de Suisse occidentale: 02-A026462751
- LIBRIS: 281942
- Système universitaire de documentation: 130559571
- Virtual International Authority File: 14759878
- WorldCat: E39PCjwQh86fM3tkH3M9F3BrRq